# Independent Spirit Awards 2011
La cerimonia di premiazione della 26ª edizione degli Independent Spirit Awards si è svolta il 26 febbraio 2011 sulla spiaggia di Santa Monica, presentata da Joel McHale.
Le nomination sono state rese note il 30 novembre 2010.

## Vincitori e candidati
I vincitori sono indicati in grassetto, a seguire gli altri candidati.

### Miglior film
- Il cigno nero (Black Swan), regia di Darren Aronofsky
- 127 ore (127 Hours), regia di Danny Boyle
- Lo stravagante mondo di Greenberg (Greenberg), regia di Noah Baumbach
- I ragazzi stanno bene (The Kids Are All Right), regia di Lisa Cholodenko
- Un gelido inverno (Winter's Bone), regia di Debra Granik

### Miglior attore protagonista
- James Franco - 127 ore (127 Hours)
- Ronald Bronstein - Daddy Longlegs
- Aaron Eckhart - Rabbit Hole
- John C. Reilly - Cyrus
- Ben Stiller - Lo stravagante mondo di Greenberg (Greenberg)

### Miglior attrice protagonista
- Natalie Portman - Il cigno nero (Black Swan)
- Annette Bening - I ragazzi stanno bene (The Kids Are All Right)
- Greta Gerwig - Lo stravagante mondo di Greenberg (Greenberg)
- Nicole Kidman - Rabbit Hole
- Jennifer Lawrence - Un gelido inverno (Winter's Bone)
- Michelle Williams - Blue Valentine

### Miglior regista
- Darren Aronofsky - Il cigno nero (Black Swan)
- Danny Boyle - 127 ore (127 Hours)
- Lisa Cholodenko - I ragazzi stanno bene (The Kids Are All Right)
- Debra Granik - Un gelido inverno (Winter's Bone)
- John Cameron Mitchell - Rabbit Hole

### Miglior fotografia
- Matthew Libatique - Il cigno nero (Black Swan)
- Adam Kimmel - Non lasciarmi (Never Let Me Go)
- Jody Lee Lipes - Tiny Furniture
- Michael McDonough - Un gelido inverno (Winter's Bone)
- Harris Savides - Lo stravagante mondo di Greenberg (Greenberg)

### Miglior sceneggiatura
- Stuart Blumberg e Lisa Cholodenko - I ragazzi stanno bene (The Kids Are All Right)
- Debra Granik e Anne Rosellini - Un gelido inverno (Winter's Bone)
- Nicole Holofcener - Please Give
- David Lindsay-Abaire - Rabbit Hole
- Todd Solondz - Perdona e dimentica (Life During Wartime)

### Miglior attore non protagonista
- John Hawkes - Un gelido inverno (Winter's Bone)
- Samuel L. Jackson - Mother and Child
- Bill Murray - Get Low
- John Ortiz - Jack Goes Boating
- Mark Ruffalo - I ragazzi stanno bene (The Kids Are All Right)

### Miglior attrice non protagonista
- Dale Dickey - Un gelido inverno (Winter's Bone)
- Ashley Bell - L'ultimo esorcismo (The Last Exorcism)
- Allison Janney - Perdona e dimentica (Life During Wartime)
- Daphne Rubin-Vega - Jack Goes Boating
- Naomi Watts - Mother and Child

### Miglior film d'esordio
- The Funeral Party (Get Low), regia di Aaron Schneider
- Everything Strange and New, regia di Frazer Bradshaw
- Night Catches Us, regia di Tanya Hamilton
- L'ultimo esorcismo (The Last Exorcism), regia di Daniel Stamm
- Tiny Furniture, regia di Lena Dunham

### Miglior sceneggiatura d'esordio
- Lena Dunham - Tiny Furniture
- Diane Bell - Obselidia
- Nik Fackler - Lovely, Still
- Bob Glaudini - Jack Goes Boating
- Dana Adam Shapiro e Evan M. Wiener - Monogamy

### Miglior documentario
- Exit Through the Gift Shop, regia di Banksy
- Marwencol, regia di Jeff Malmberg
- Restrepo - Inferno in Afghanistan (Restrepo), regia di Tim Hetherington e Sebastian Junger
- Sweetgrass, regia di Ilisa Barbash e Lucien Castaing-Taylor
- Thunder Soul, regia di Mark Landsman

### Miglior film straniero
- Il discorso del re (The King's Speech), regia di Tom Hooper
- Kisses, regia di Lance Daly
- Mademoiselle Chambon, regia di Stéphane Brizé
- Uomini di Dio (Des hommes et des dieux), regia di Xavier Beauvois
- Lo zio Boonmee che si ricorda le vite precedenti (Loong Boonmee raleuk chat), regia di Apichatpong Weerasethakul

### Premio John Cassavetes
- Daddy Longlegs, regia di Josh e Benny Safdie
- Lbs., regia di Matthew Bonifacio
- Lovers of Hate, regia di Bryan Poyser
- Obselidia, regia di Diane Bell
- The Exploding Girl, regia di Bradley Rust Gray

### Premio Robert Altman
- Please Give, regia di Nicole Holofcener

### Truer Than Fiction Award
- Jeff Malmberg - Marwencol
- Ilisa Barbash e Lucien Castaing-Taylor - Sweetgrass
- Lynn True e Nelson Walker - Summer Pasture

### Producers Award
- Anish Savjani - Meek's Cutoff
- In-Ah Lee - Au Revoir Taipei
- Adele Romanski - The Myth of the American Sleepover

### Someone to Watch Award
- Mike Ott - Littlerock
- Hossein Keshavarz - Dog Sweat
- Laurel Nakadate - The Wolf Knife